# Evangelie van Bartholomeüs
Het evangelie van Bartholomeüs is een apocrief evangelie dat verloren is gegaan maar werd vermeld door de kerkvader Hiëronymus. In Decretum Gelasianum (vierde eeuw) is een evangelie volgens Bartholomeüs opgenomen in een lijst van veroordeelde en niet toegestane evangeliën. Mogelijk is het gelijk aan de Vragen van Bartholomeüs en de Verrijzenis van Jezus Christus volgens Bartholomeüs, waarvan wel fragmenten zijn overgeleverd.